# Sexy/Crazy
Pour plus de détails, voir Fiche technique et Distribution.
Sexy/Crazy (Crazy/Beautiful), ou Folle/Magnifique au Québec, est un film américain réalisé par John Stockwell où jouent Kirsten Dunst et Jay Hernández sorti en 2001.

## Synopsis
Crazy/Beautiful raconte l'histoire d'amour entre Nicole Oakley (Kirsten Dunst) et Carlos Núñez (Jay Hernandez)…
Carlos est un élève travailleur qui se donne tous les moyens pour réussir, ce qui n'est pas le cas de Nicole ; c'est la fille d'un important homme politique ; elle plonge dans l'alcool, mais en rencontrant Carlos, Nicole change complètement et devient folle amoureuse ; le destin tragique de Nicole fait surface quand Carlos doit la quitter pour réussir le concours d'entrée à une importante école navale…

## Fiche technique
- Titre original : Crazy/Beautiful
- Titre français : Sexy/Crazy
- Titre québécois : Folle/Magnifique
- Réalisation : John Stockwell
- Scénario : Phil Hay (en) et Matt Manfredi (en)
- Musique : Paul Haslinger
- Costumes : Susan Matheson (en)
- Photographie : Shane Hurlbut
- Production : Harry J. Ufland (en), Mary Jane Ufland et Rachel Pfeffer
  - Producteurs délégués : Rick Dallago, Guy Riedel et Brigham Taylor (en)
- Sociétés de production : Touchstone Pictures
- Dates de sortie
  -  États-Unis : 28 juin 2001
  -  France : 26 décembre 2001

## Distribution
- Kirsten Dunst (VF : Chloé Berthier et VQ : Aline Pinsonneault) : Nicole Oakley
- Jay Hernández (VF : Emmanuel Garijo et VQ : Martin Watier) : Carlos Núñez
- Bruce Davison (VF : Daniel Beretta et VQ : Hubert Gagnon) : Tom Oakley
- Lucinda Jenney (VF : Annick Cisaruk et VQ : Nathalie Coupal) : Courtney Oakley
- Taryn Manning (VQ : Éveline Gélinas) : Maddy
- Soledad St. Hilaire : Mme Nunez
- Rolando Molina (VF : Julien Kramer) : Hector
- Herman Osorio : Luis
- Miguel Castro : Eddie
- Tommy De La Cruz : Victor
- Richard Steinmetz (en) (VQ : Daniel Picard) : Coach Bauer
- Ana Argueta : Rosa
- Shane Hurlbut : Professeur de photo